# 閻巨源
閻 巨源（えん きょげん、生年不詳 - 815年）は、唐代の軍人。

## 経歴
貞元19年（803年）、勝州刺史として振武軍行軍司馬を摂行した。范希朝が入朝すると、巨源は代わって振武軍節度使となった。武勇により昇進し、知的な才能はなかった。はじめ書を知らなかったが、文章を好んだ。かれの言には誤りが多かったが、当時の人はかれの談論を冗談として受け取って、その寛大温厚さで将兵になつかれるようになった。のちに巨源は右羽林軍統軍となった。元和4年（809年）、邠州刺史・邠寧節度使となった。のちに検校尚書右僕射を加えられた。元和9年12月辛亥（815年1月22日）、死去した。

## 伝記資料
- 『旧唐書』巻151 列伝第101